# S. K. Lauren
Pour les articles homonymes, voir Lauren.
S. K. Lauren est un scénariste américain né le 1er février 1893 et mort le 4 décembre 1979 à Los Angeles (États-Unis).

## Filmographie
- 1929 : Christina
- 1932 : Blonde Vénus (Blonde Venus)
- 1932 : Evenings for Sale
- 1933 : Pick-up
- 1933 : Jennie Gerhardt
- 1933 : Three-Cornered Moon
- 1934 : The Party's Over (en)
- 1934 : Une nuit d'amour (One Night of Love)
- 1935 : Crime et Châtiment (Crime and Punishment)
- 1937 : Une demoiselle en détresse (A Damsel in Distress)
- 1937 : There Goes the Groom
- 1938 : Mother Carey's Chickens
- 1939 : Our Neighbors - The Carters
- 1941 : Duel de femmes (When Ladies Meet)
- 1942 : Mr. and Mrs. North
- 1943 : La Bataille d'Angleterre (The Battle of Britain)
- 1943 : Flight for Freedom
- 1943 : L'Aventure inoubliable (The Sky's the Limit)
- 1948 : L'Impitoyable (Ruthless) d'Edgar George Ulmer